# Homma Yasutaka
Yasutaka Homma (sinh ngày 6 tháng 6 năm 1983) là một cầu thủ bóng đá người Nhật Bản.

## Sự nghiệp câu lạc bộ
Yasutaka Homma đã từng chơi cho Tokushima Vortis.